# Sinos de Notre-Dame de Paris
Há 10 sinos de igreja na Catedral de Notre Dame de Paris, e eles estão todos montados nos dois campanários principais. Havia também outros sinos menores na torre e dentro do telhado, mas infelizmente estes sinos foram destruídos no incêndio de 2019.

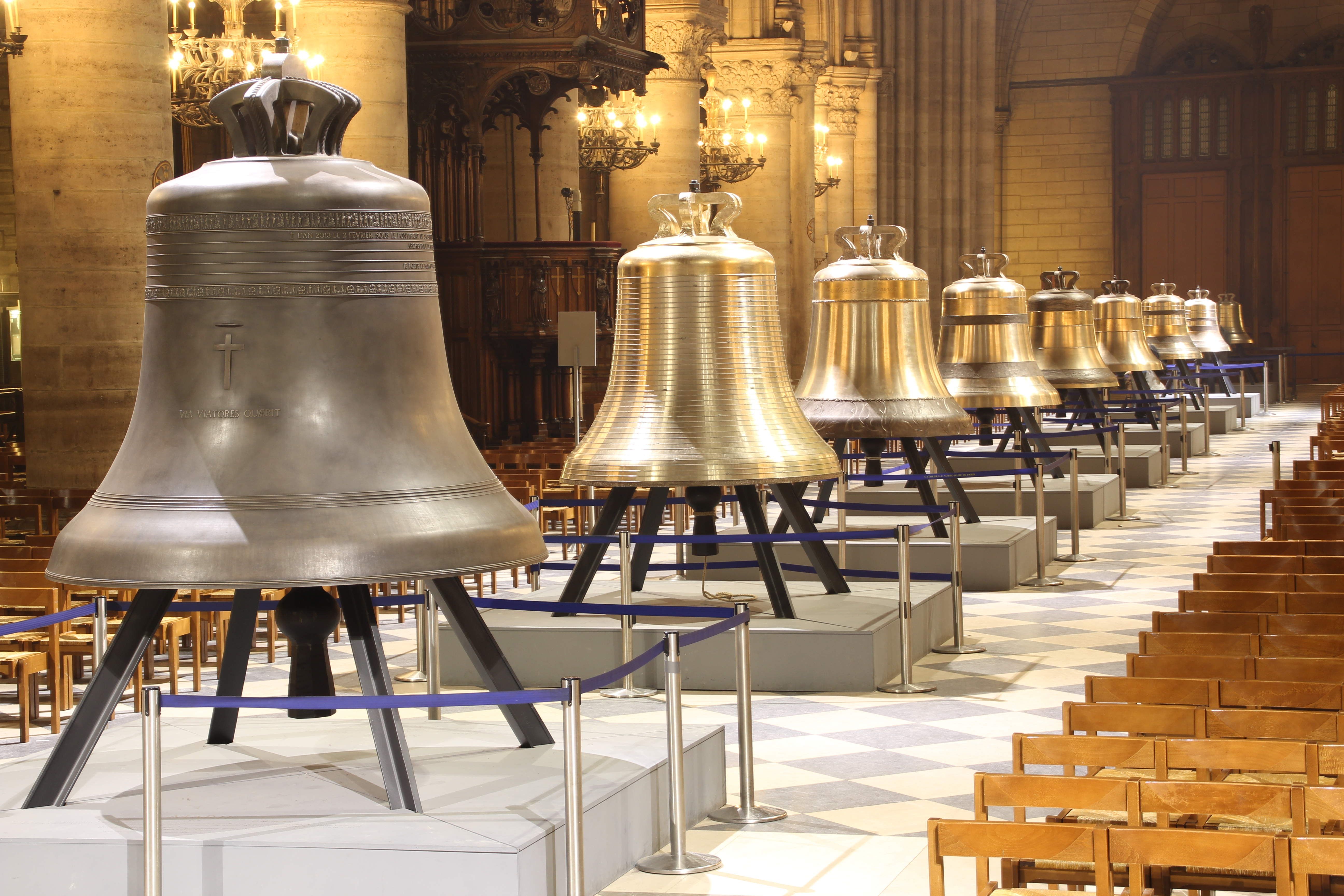
Exibição dos novos sinos na nave da catedral, em fevereiro de 2013

Na maior parte da história da catedral, os sinos já foram usados para avisar o horário, para chamar à oração do Angelus, e para anunciar e participar de eventos especiais. Eles já foram usados às vezes para comemorar eventos históricos, e eles se tornaram parte familiar da vida em Paris, onde são conhecidos como "a voz da catedral".
O maior, mais conhecido e mais antigo de todos os sinos da catedral é o bourdon Emmanuel, que foi fundido em 1686. Foi designado um marco histórico nacional em 1944, quando tocou na Libertação de Paris.

## Algumas imagens dos sinos e seus respectivos sons

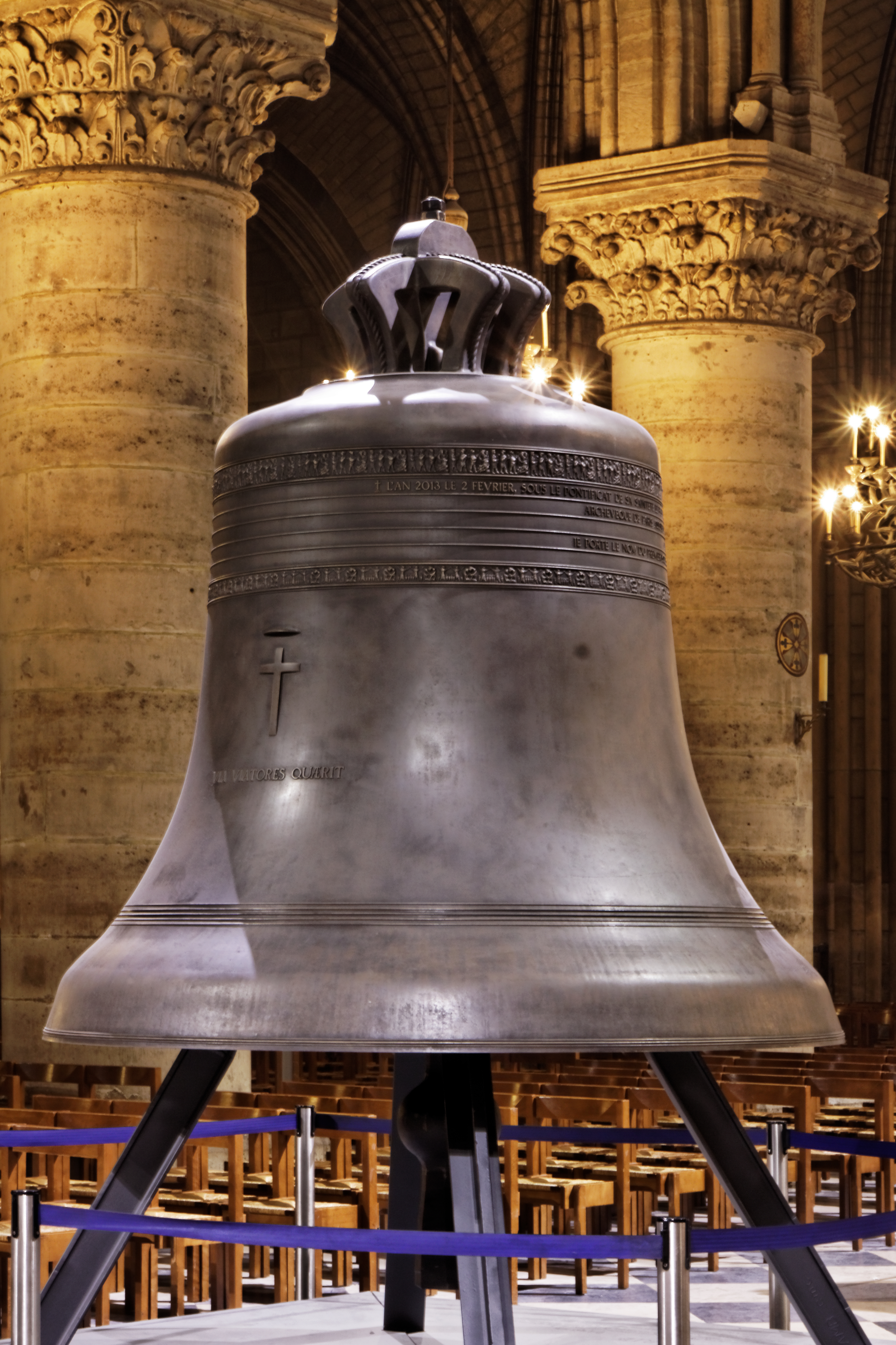

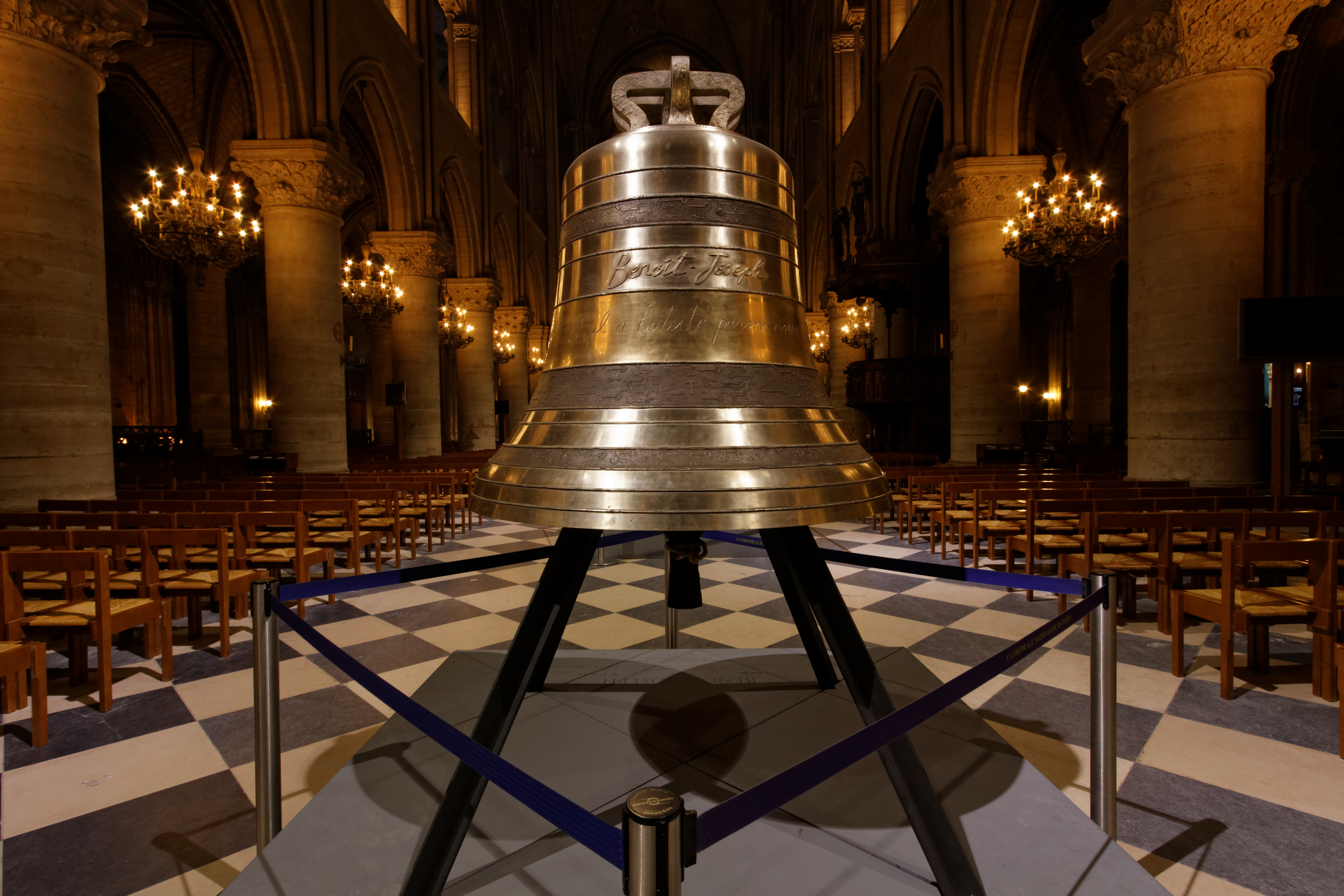

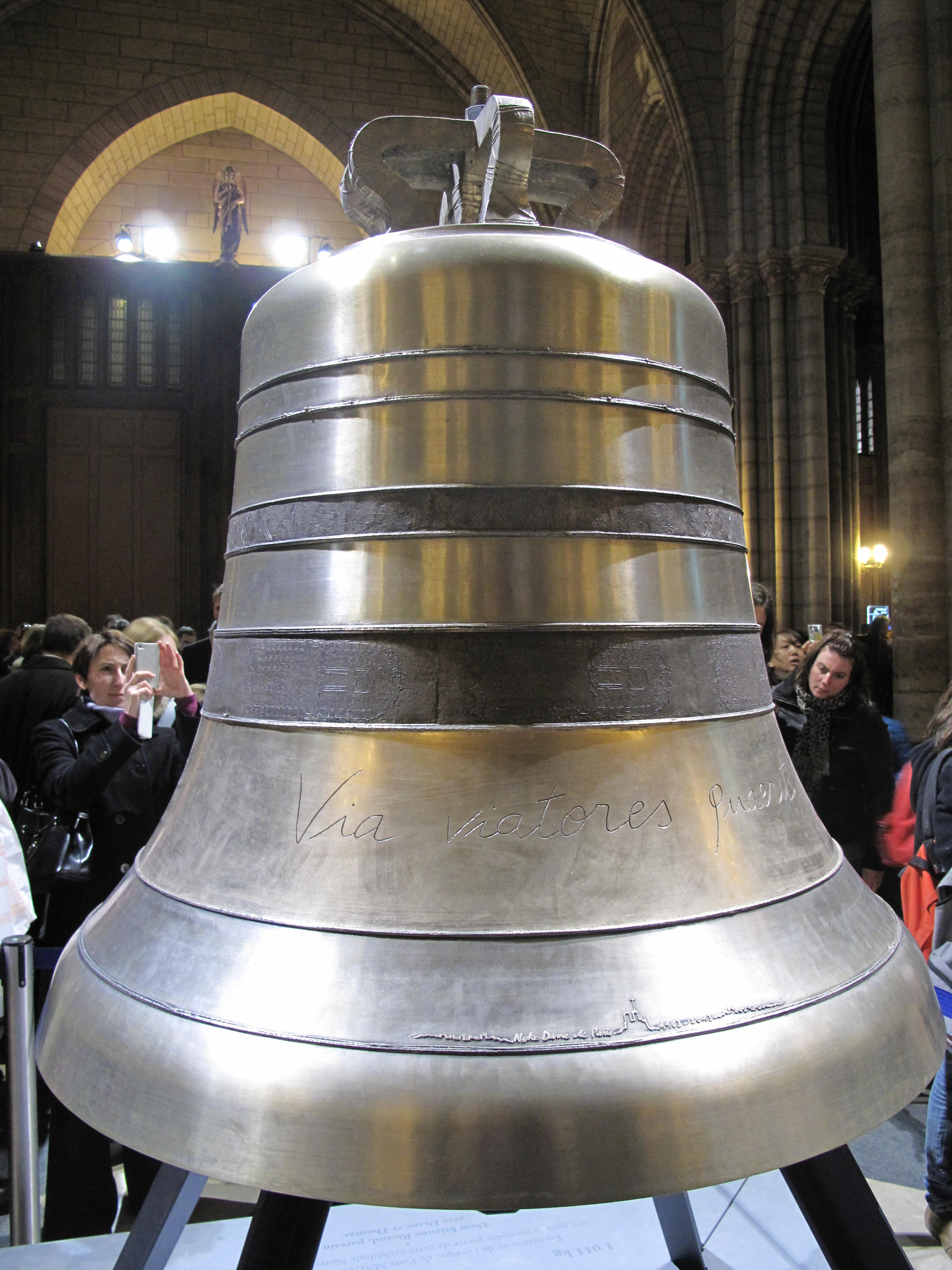

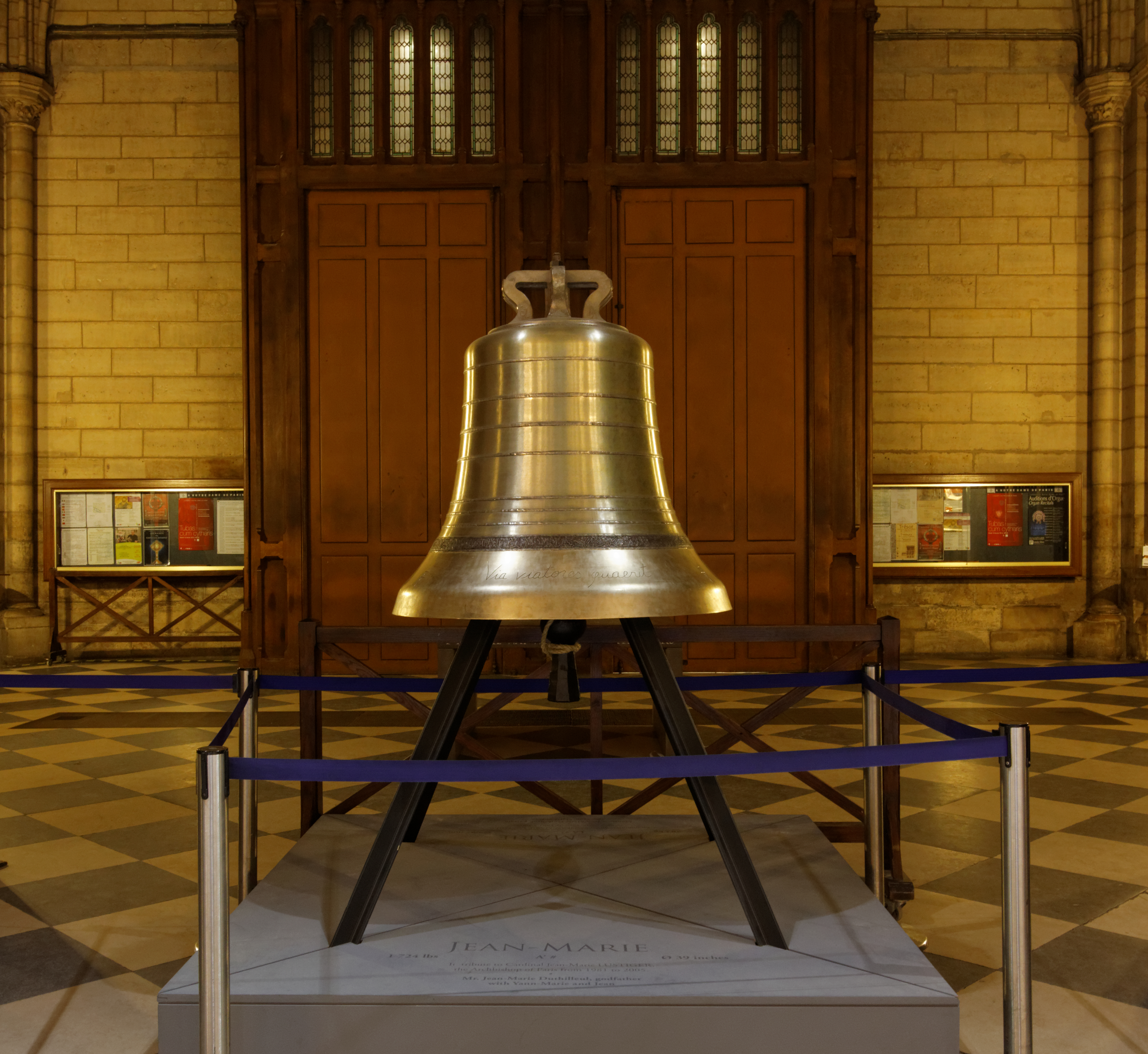

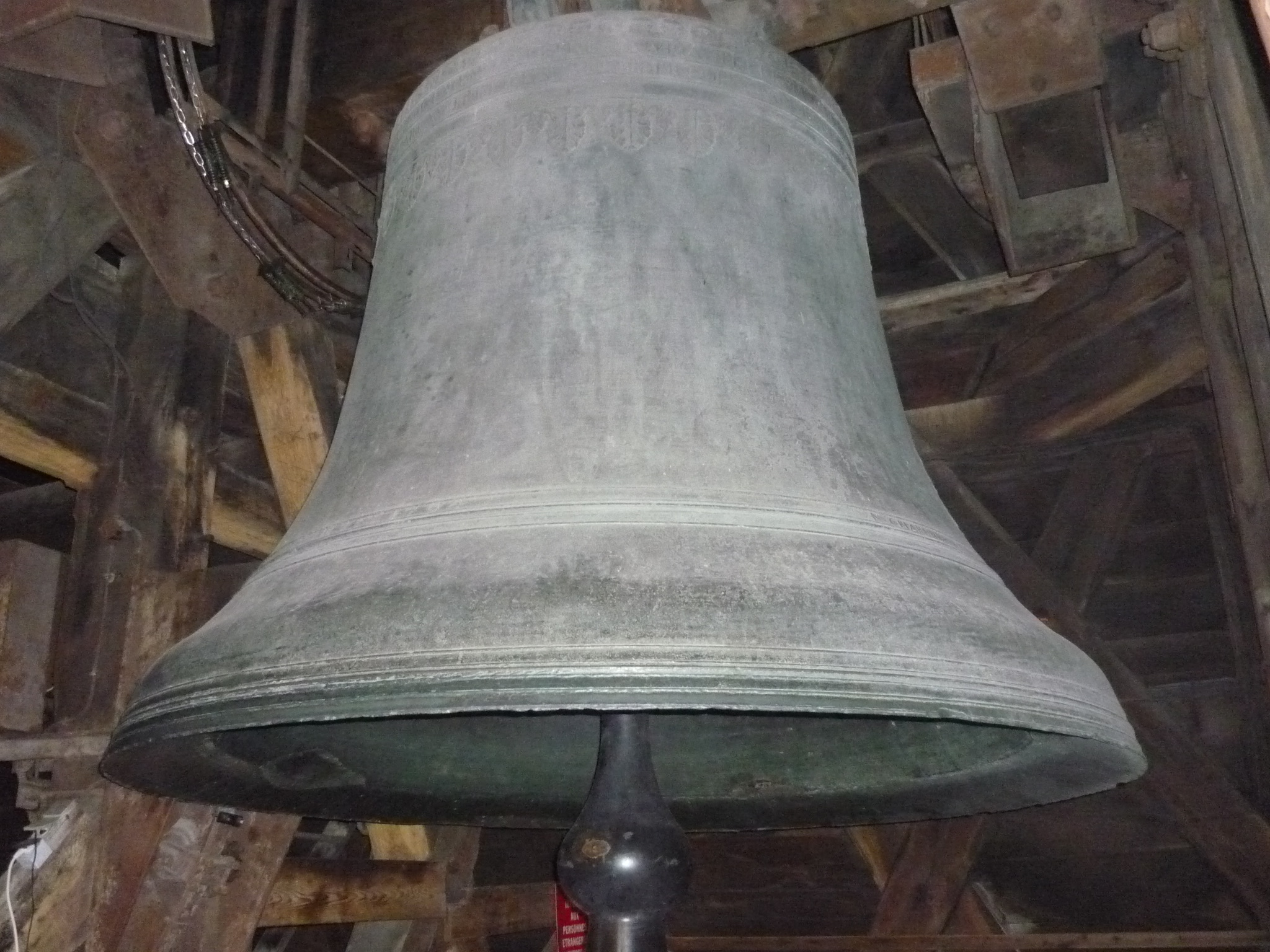
Emmanuel
Marie
Benoit Joseph
Maurice
Jean Marie